# George Hastings (4e comte de Huntingdon)
George Hastings, 4e comte de Huntingdon (1540 - 30 décembre 1604) est un noble anglais.

## Biographie
Il est le fils de Francis Hastings (2e comte de Huntingdon) et de Catherine Pole, fille de Henry Pole (1er baron Montagu) et Jane Neville. Il est le frère cadet d'Henry Hastings (3e comte de Huntingdon), et le frère aîné de Francis Hastings (mort en 1610). Il succède à Henry en tant que 4e comte.
Il est haut shérif du Leicestershire en 1571 et chevalier du comté pour le Derbyshire en 1562 et le Leicestershire en 1584-1587. Il est fait chevalier en 1565. Ils vivent à Gopsall puis à Loughborough, tous deux dans le Leicestershire.
Il reçoit Anne de Danemark et ses enfants le prince Henri et la princesse Élisabeth à Ashby-de-la-Zouch le 22 juin 1603. Huntingdon a hâte que la reine lui rende visite et enrôle l'intendant du comte de Shrewsbury Richard Bainbrigg, et d'autres pour faire valoir que le groupe royal devait venir de Wollaton Hall au château d'Ashby.
Il meurt en 1604. Il est remplacé par son petit-fils Henry Hastings (5e comte de Huntingdon).

## Mariage
George épouse Dorothy Port, fille et cohéritière de John Port (en) d'Etwall, Derbyshire. Ils ont cinq enfants :
- Francis Hastings, baron Hastings (1560-1595), qui est le père d'Henry Hastings (5e comte de Huntingdon).
- Henry Hastings (1562 - 5 octobre 1650).
- Edward Hastings.
- Catherine Hastings. Mariée d'abord à Walter Chetwynd et ensuite à Edward Unton. Son deuxième mari est un fils d'Edward Unton et d'Anne Seymour. Anne est la fille d'Edward Seymour (1er duc de Somerset)) et d'Anne Stanhope.
- Dorothy Hastings, est une demoiselle d'honneur à la cour. Elle épouse un courtisan écossais, James Stewart, fils de Walter Stewart de Blantyre[4]. Elle se remarie à Robert Dillon, 2e comte de Roscommon.